# Nana Ekvtimishvili

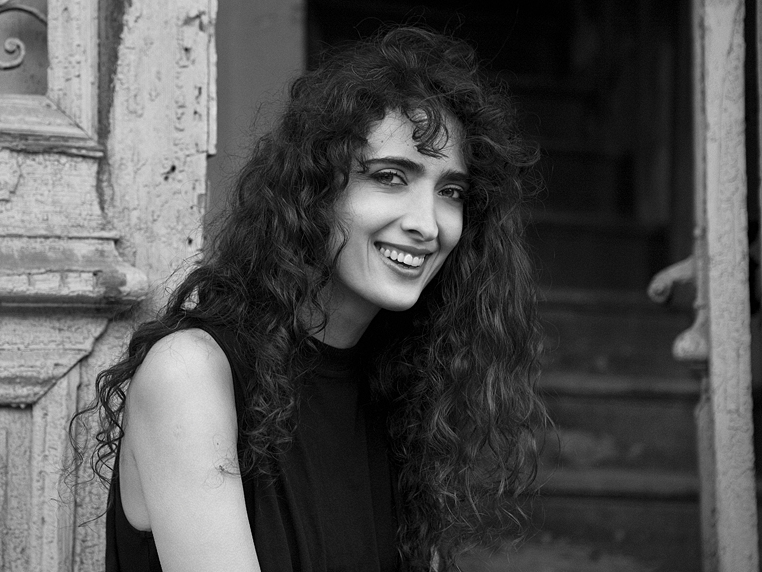
Nana Ekvtimishvili (2013)

Nana Ekvtimishvili (georgisch ნანა ექვთიმიშვილი, Nana Ekwtimischwili; * 9. Juli 1978 in Tiflis, Georgische SSR, Sowjetunion) ist eine georgische Schriftstellerin, Drehbuchautorin und  Filmregisseurin.

## Leben und Werk
Nana Ekvtimishvili wurde am 9. Juli 1978 in der georgischen Hauptstadt Tiflis geboren. Nach einem Studium der Philosophie an der Staatlichen Universität Tiflis ging sie nach Deutschland, um an der Hochschule für Film und Fernsehen Potsdam-Babelsberg Drehbuchschreiben und Dramaturgie zu studieren.
Von ihr geschriebene Erzählungen wurden erstmals 1999 in der georgischen Literaturzeitschrift Arili (georgisch არილ) veröffentlicht. Sie schrieb Prosa und Drehbücher und führte 2008 erstmals zusatzlich auch selbst die Regie bei einem dokumentarischen Kurzfilm. Der von ihr 2011 geschaffene Kurzfilm Deda (georgisch დედა, englischer Titel Waiting for Mum) gewann 2012 den Preis des Trieste Film Festivals in Italien.  

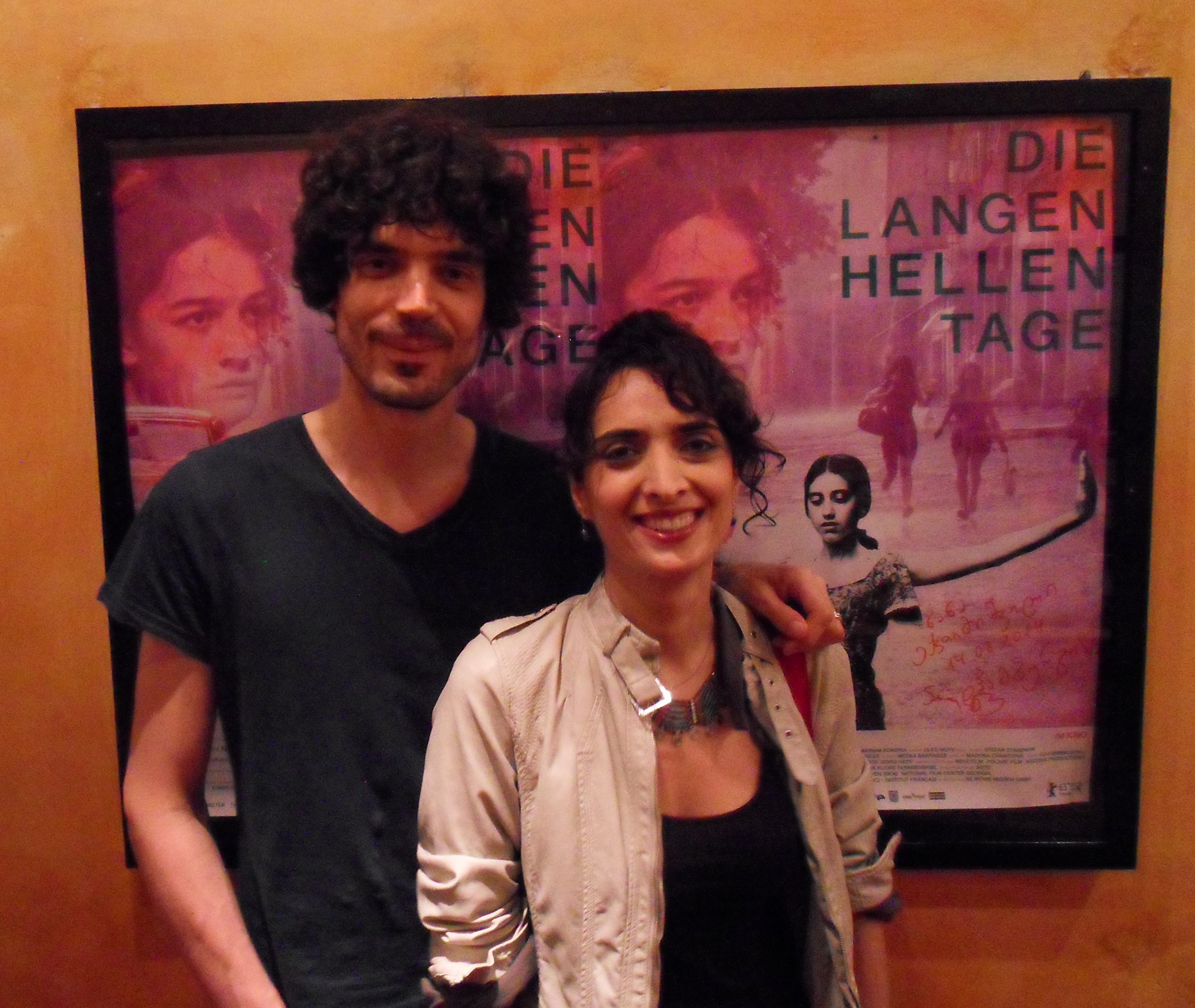
Nana Ekvtimishvili mit Simon Groß am 14. August 2014 in Hamburg

Gemeinsam mit dem deutschen Filmemacher Simon Groß vollendete Ekvtimishvili 2012 ihren ersten Spielfilm mit dem Titel Grdzeli Nateli Dgeebi (georgisch გრძელი ნათელი დღეები, englischer Titel In Bloom), der zur Zeit des georgischen Bürgerkriegs in Tiflis spielt. Dieser Film basiert auch auf eigenen Erinnerungen Ekvtimishvilis aus jener Zeit. In Bloom wurde 2013 unter dem deutschen Titel Die langen hellen Tage bei den 63. Internationalen Filmfestspielen Berlin uraufgeführt und mit dem CICAE-Preis der Internationalen Konföderation des Kunstkinos ausgezeichnet. Er gewann zahlreiche weitere Preise bei anderen internationalen Filmfestivals in Hongkong, Tokio, Paris, Los Angeles und Sarajevo, und stand 2014 auf der georgischen Vorschlagsliste für einen Oscar in der Kategorie Bester fremdsprachiger Film.
2017 folgte mit Meine glückliche Familie ein weiteres filmisches Gemeinschaftswerk von Ekvtimishvili und Groß.

In Georgien veröffentlichte Ekvtimishvili 2015 ihren ersten Roman mit dem Titel მსხლების მინდორი (Mschlebis Mindori). Darin gibt sie den rebellischen Mädchen und Frauen in der georgischen Gesellschaft Gesicht und Stimme. Unter dem Titel Das Birnenfeld erschien das Werk 2018 auch auf Deutsch und wurde im Oktober desselben Jahres im Rahmen der Frankfurter Buchmesse vorgestellt, bei der Georgien Ehrengast war. Der Literaturkritikerin Iris Radisch gefielen an dem Buch „eine an J. M. Coetzee erinnernde 'schonungslose Sachlichkeit'“ und „das große Vermögen der Autorin, Verborgenes unter der Oberfläche vibrieren zu lassen“. In einem Radio-Interview im Deutschlandfunk Kultur sagte Mirko Schwanitz, Journalist und einer der besten Kenner des Landes, über das Buch: 

„Großes Kino ist auch der Roman „Das Birnenfeld“, in dem uns Nana Ekvtimishvili vom Erwachsenwerden in einem georgischen Kinderheim erzählt, bei Suhrkamp erschienen. Wie sich ihre Hauptheldin Lela in einem von Gewalt, sexuellem Missbrauch und menschlicher Gleichgültigkeit geprägten Umfeld ihre Menschlichkeit bewahrt, ist so herzerwärmend und berührend, dass ich diesen Roman gerne jedem ans Herz legen möchte.“

Nana Ekvtimishvili lebt in Berlin und Tiflis.

## Filmografie (Auswahl)
Drehbuch (gemeinsam mit Simon Groß und Stefan Stabenow)
- 2007: ფატა მორგანა (Fata Morgana) – dokumentarischer Kurzfilm

Drehbuch und Regie
- 2008: დაკარგული ხმელეთი (Dakarguli Chmeleti, englisch The Lost Mainland) – dokumentarischer Kurzfilm
- 2011: დედა (Deda, deutscher Titel Warten auf Mama, englisch Waiting for Mum)

Drehbuch; Regie gemeinsam mit Simon Groß
- 2013: გრძელი ნათელი დღეები (deutscher Titel Die langen hellen Tage, englischer Titel In Bloom)
- 2017: ჩემი ბედნიერი ოჯახი (Tschemi bednieri ojachi, deutscher Titel Meine glückliche Familie)

## Buchveröffentlichung
- მსხლების მინდორი (Mschlebis Mindori), Sulakauri Publishing, Tiflis 2015 (georgisch). 
  - Das Birnenfeld. Deutsche Erstausgabe. Suhrkamp, 2018, ISBN 978-3-518-46882-1.